# Пестунов, Дмитрий Анатольевич
Дмитрий Анатольевич Пестунов (род. 22 января 1985, Усть-Каменогорск, Казахская ССР) — российский хоккеист, нападающий. Хоккейный агент.

## Карьера
Воспитанник усть-каменогорского хоккея. Начинал профессиональную карьеру в 2002 году в составе магнитогорского «Металлурга». С этим клубом и связаны основные успехи в его карьере, включая весь комплект наград российского первенства. В 2003 году на драфте НХЛ был выбран в 3 раунде под общим 80 номером клубом «Финикс Койотис». 5 мая 2007 года подписал контракт с московским «Спартаком», в котором уже выступал в конце сезона 2004/05.
16 мая 2008 года стал игроком омского «Авангарда», в котором дебютировал в КХЛ. 15 июля 2010 года подписал двухлетнее соглашение с челябинским «Трактором». 17 января 2011 года контракт был расторгнут по обоюдному согласию сторон, а уже на следующий день Пестунов заключил соглашение до конца сезона с московским «Динамо», в составе которого за оставшуюся часть сезона набрал 7 (4+3) очков в 16 матчах. 8 мая продлил контракт.
7 мая 2017 года подписал контракт с «Автомобилистом».

### В сборной
В составе сборной России принимал участие в молодёжных чемпионатах мира 2003, 2004 и 2005 годов, итогом которых стали золотые и серебряные награды, завоёванные вместе с командой. Выступал на юниорском чемпионате мира 2003 года, принёсшем ему бронзу.

## Достижения
- Бронзовый призёр чемпионата мира среди юниоров 2003.
- Чемпион мира среди молодёжи 2003.
- Серебряный призёр чемпионата России 2004.
- Серебряный призёр чемпионата мира среди молодёжи 2005.
- Обладатель Кубка Шпенглера 2005.
- Бронзовый призёр чемпионата России 2006.
- Чемпион России 2007.
- Двукратный обладатель Кубка Гагарина (2012, 2013).

## Статистика
| Легенда | Легенда                    | Легенда | Легенда                   | Легенда | Легенда    |
| ------- | -------------------------- | ------- | ------------------------- | ------- | ---------- |
| И       | Количество проведённых игр | Штр     | Штрафное время            | +/−     | Плюс-минус |
| Г       | Голы                       | П       | Голевые передачи          | О       | Очки       |
| -       | Статистика неизвестна      | —       | Статистика не учитывалась |         |            |